# Which Way Is East
Which Way Is East — двойной студийный альбом американского джазового саксофониста Чарльза Ллойда и перкуссиониста Билли Хиггинса, изданный 30 марта 2004 года на студии ECM Records. Альбом содержит последние записи Хиггинса перед его смертью в мае 2001 года. Альбом получил положительную оценку.

## Отзывы
| Оценки критиков                      | Оценки критиков |
| Источник                             | Оценка          |
| ------------------------------------ | --------------- |
| AllMusic                             | [ 2 ]           |
| Tom Hull                             | A−              |
| The Penguin Guide to Jazz Recordings | [ 4 ]           |

Which Way Is East получил положительные отзывы от музыкальных критиков. В своём обзоре «Jazz Consumer Guide» для газеты The Village Voice критик Том Халл охарактеризовал альбом как «два старых друга беседуют, размышляют, пукают». В другом комментарии, опубликованном на его сайте, он сказал о записи: «Подобные вещи делались и в других местах — Билл Коул и Кали Фасто регулярно работают в этом направлении, но их записи больше похожи на работу, а эта больше похожа на игру, и её домашний характер ставит её на первое место».
В рецензии на AllMusic, написанной Томом Джуреком, альбом получил 4½ звезды: «В нём есть трещащая энергия, юмор, тепло и полное стремление выразить то, что, возможно, действительно не поддаётся выражению. Со времён Interstellar Space (1967) Джона Колтрейна и Рашида Али — хотя по звучанию они совершенно не похожи — не было записи дуэта с таким свободным общением. Настоятельно рекомендуется».
В рецензии Джона Келмана на All About Jazz говорится: «Хотя уход Хиггинса из жизни в относительно молодом возрасте шестидесяти пяти лет был трагическим, мы должны чувствовать себя счастливыми, что Ллойд проявил дальновидность и пригласил его к себе домой в январе 2001 года для этой серии импровизированных, интимных и в конечном итоге откровенных дуэтов». Другие профессиональные отзывы на том же сайте также были весьма благоприятными: Марк Ф. Тернер заявил: «Эта музыка — чудесное путешествие на многих уровнях. Настоятельно рекомендую». Марк Коррото заявил: «Последняя запись Хиггинса стоит того, чтобы её смаковать».

## Список композиций
Автор всех композиций Чарльз Ллойд, кроме указанных.
1. «What Is Man: The Forest» (Higgins, Lloyd) — 3:34
2. «What Is Man: Being and Becoming» — 4:45
3. «What Is Man: Civilization» — 4:35
4. «What Is Man: Sea of Tranquility» — 2:43
5. «Divans: Prayer, Sanctuary» — 4:12
6. «Divans: Supreme Love Dance» — 3:36
7. «Divans: A Wild and Holy Band» — 3:53
8. «Salaam: Oh, Karim» (Higgins) — 2:30
9. «Salaam: Akhi» — 5:59
10. «Salaam: Ya, Karim» (Higgins) — 5:54
11. «Salaam: Tagi» — 4:15
12. «All This Is That: Hanuman’s Dance» — 13:06
13. «All This Is That: Sky Valley» — 5:59
14. «All This Is That: Blues Tinge» (Higgins) — 5:02
15. «All This Is That: Atman Alone Abides» — 2:56
16. «Desire: Wild Orchids Bloom» — 6:42
17. «Desire: Advaita» — 3:35
18. «Desire: Chomolungma» — 12:57
19. «Devotion: Sally Sunflower Whitecloud» — 3:06
20. «Devotion: My Lord, My Lord» (Higgins, Lloyd) — 6:11
21. «Devotion: Windy Mountain» — 5:36
22. «Devotion: Through Fields and Underground» — 3:48
23. «Light of Love: Mi Corazon» — 3:24
24. «Light of Love: Beloved, Chimes at Midnight» (Higgins, Lloyd) — 5:18
25. «Light of Love: Take a Chance» (Higgins) — 4:04
26. «Surrender: Perfume of the Desert» — 4:31
27. «Surrender: Benares» — 2:21
28. «Surrender: Amor» (Higgins) — 4:25
29. «Surrender: Forever Dance» (Higgins, Lloyd) — 1:53
30. «Surrender: Bis» (Higgins) — 3:44

- Записано в январе 2001 года.